# 니벨룽의 노래

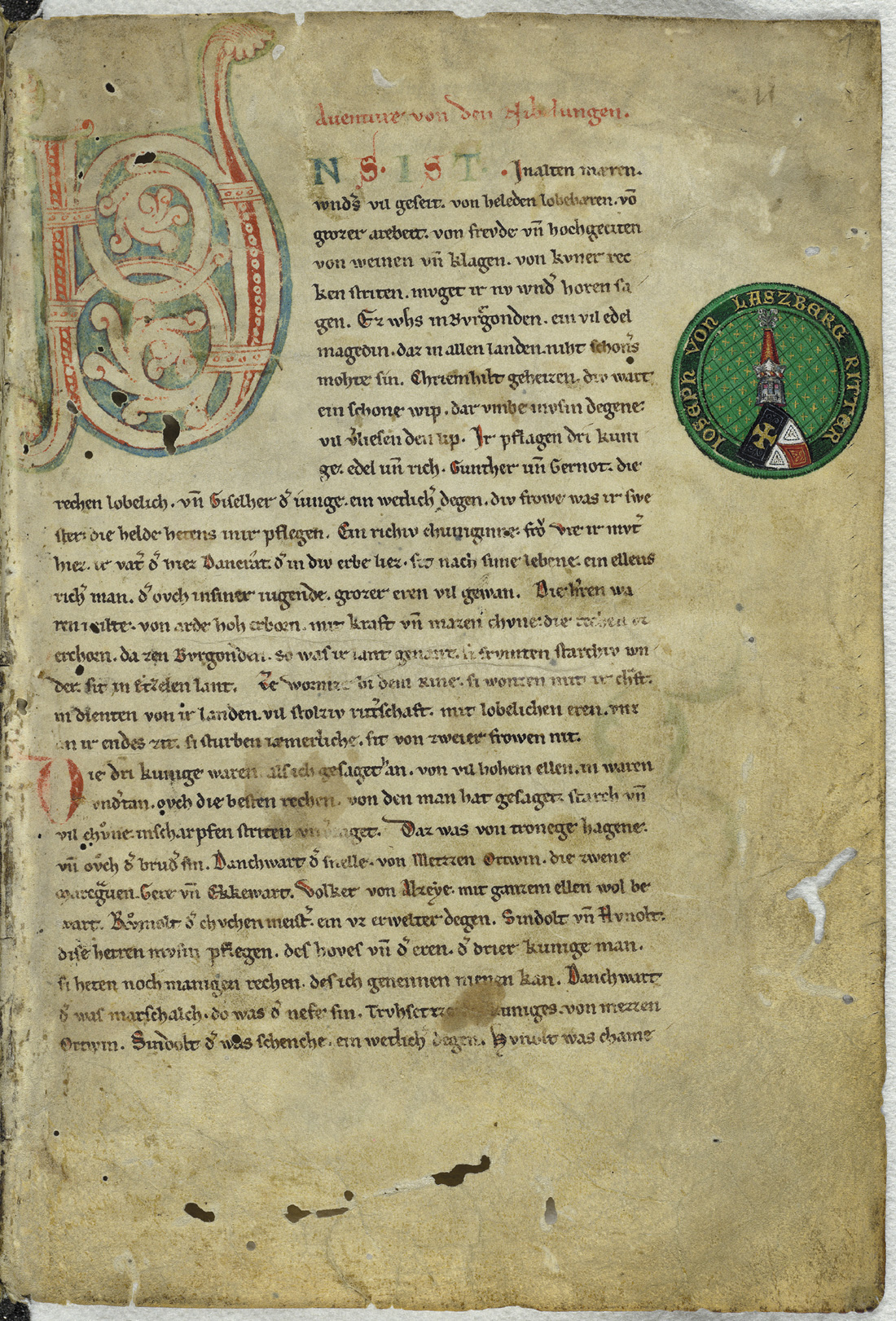
사본 C 첫장

니벨룽의 노래(독일어: Nibelungenlied 니벨룽겐리트[*]) 또는 니벨룽겐의 노래는 중고지 독일어(Mittelhochdeutsch)로 쓰여진 서사시로, 게르만족의 대이동 시대인 5~6세기경부터 전승되다 1200년경에 궁정 서사시로 정리되어 현재까지 전해진 것으로 추정된다.

## 사본
단편(斷編)적인 것을 포함해서 삼십 여종의 사본이 전해지고 있는데 가장 오래된 사본도 1220년경의 것으로 추정되며 원작은 그 저자와 더불어 불명이다. 오늘날에는 1200년경 오스트리아 궁정에서 일보던 기사(騎士)가 고대 게르만의 영웅전설을 집대성하여 발표된 작품으로 해석하고 있다.

## 줄거리
내용은 전반에서는 영웅 지크프리트와 군터 왕(王)의 누이동생 크림힐트의 결혼, 군터 왕(王)과 브륀힐트의 결혼, 하겐의 배반에 의한 지크프리트의 암살이 화려한 정경 묘사로서 표현되어 있다. 후반은 아주 판이하게 음울한 분위기 가운데 이야기가 펼쳐진다. 크림힐트는 훈족의 국왕 에첼과 결혼하여 지크프리트의 원수를 갚을 것을 결의한다. 이렇게 해서 흉노국(匈奴國)에 초청된 부르군트의 사람들과 훈족 사이에 사투가 벌어져 마침내는 양(兩) 민족이 모두 멸망한다는 것이다.

## 영향
게르만 민족 이동기의 영웅을 소재로 한 이 서사시에는 전후반 각각 저자가 참고로 한 작품이 따로 있었다고 보이며 그 구성면이나 내용의 균형이 잡혀 있는 점에서 중세기 최대 걸작 중의 하나이다. 특히 화려하고 호사스러운 궁정 사회를 배경으로 중세의 기사 도덕(명예와 충성)을 게르만 민족의 영웅주의에 결부시키고 있는 점은 주목할 만한 점이다. 또한 바그너의 가극 <니벨룽의 반지> 원전(原典)이다.

## 한국어 번역판
비슷한 제목의 한국어 번역판이 많이 있으나, 대부분 바그너의 음악극 대본이거나 청소년을 위한 동화를 옮긴 것으로 원전을 옮긴 책은 한 종류뿐이다.
- 허창운 옮김, «니벨룽겐의 노래»(상·하 2권, 서울: 서울대학교출판부, 1996년 5월) — 카를 바르취(Karl Bartsch)가 정리한 «Das Nibelungenlied»(Wiesbaden: Roswitha Wisniewski ergänzte Aufl, 1988)을 저본으로 번역.(참고로 같은 역자의 «니벨룽겐의 노래»(서울: 범우사, 1990, 1997, 2014)는 요약본을 옮긴 것.)

## 같이 보기
- 니플룽
- 니벨룽의 반지